# Поход уральцев из форта Александровского в Персию
Похо́д ура́льцев из фо́рта Алекса́ндровского в Пе́рсию (22 марта [4 апреля]  1920 — 20 мая [2 июня]  1920) — переход остатка чинов Уральской отдельной армии, под командованием генерал-лейтенанта Толстова В. С., и гражданских лиц (в основном членов семей) из форта Александровского в Персию, с целью ухода с территорий, контролируемых Советской властью. Этот поход стал для его участников продолжением похода остатков Уральской армии из захваченного красными г. Гурьева в форт Александровский по ледяной, практически безлюдной территории Мангышлака.
Оба этих похода явили собой заключительные эпизоды в борьбе Уральского казачьего войска и Уральской отдельной армии против большевиков.

## Предыстория похода
Этому походу предшествовал крайне трудный и изнурительный отход остатков Уральской армии и беженцев с территорий, занятых частями Красной Армии. Поход из Гурьева в форт Александровский в условиях суровой зимы, отсутствия достаточного количества продовольствия, питьевой воды, тёплой одежды, мест ночлега, медикаментов, фуража для животных, превратили данный поход для значительной части вышедших в него, в дорогу смерти. Число пришедших в форт Александровский было значительно меньше числа изначально вышедших из Гурьева. В числе оставшихся в живых было большое количество обмороженных, изнурённых недоеданием и отсутствием хорошей питьевой воды, больных тифом.
По приходе в форт планировалось переправиться на другой берег Каспийского моря в порт Порт-Петровск для соединения в Вооружёнными Силами Юга России, что и было начато. Эвакуация осуществлялась на кораблях Каспийской флотилии ВСЮР, однако имевшихся плавсредств было совершенно недостаточно, и сроки эвакуации сильно затянулись.

## Состав отряда
Вышло в поход из форта Александровского 214 человек (включая гражданских лиц, женщин и детей), почти вся Редутская (имеются в виду казаки, проживавшие в п. Редут Гурьевского военного отдела) сотня, часть казаков-гурьевцев, одиночки-казаки из верхних станиц, 53 офицера, несколько юнкеров.
С отрядом находились войсковые знамёна Уральского казачьего войска: Войсковое Георгиевское и два — Архистратига (Архангела) Михаила.
Командиром отряда стал войсковой атаман, командующий Уральской армией генерал-лейтенант Толстов В. С. В составе отряда первоначально был начальник штаба Уральской армии генерал-майор Моторный В. И., который через некоторое время откололся от основного отряда и ушёл с частью офицеров (34 человека). В составе отряда также был генерал-квартирмейстер Уральской армии генерал-майор Ерёмин А. М., который умер по приходе в Персию от болезни.
Отряд был разделён на 4 взвода. Командиры взводов : 1-й взвод: полковник Карнаухов Константин Илларионович, 2-й взвод: войсковой старшина Климов Иван Иванович, 3-й взвод: есаул Жигалин, затем после ухода Жигалина с частью личного состава отряда, есаул Карамышев Иван Фёдорович, 4-й взвод : есаул Фадеев П. А.
В составе отряда были полковник Сладков Т. И., прапорщик Масянов Л. Л.
Кроме офицеров и нижних чинов Уральской армии, уральских казаков и гражданских лиц (членов их семей), в составе отряда были и иногородние, так в частности были остатки партизанского отряда капитана Решетникова (17 человек).

## Поход

Поход проходил по землям бывшей Закаспийской области Российской империи, сначала по территории земель бывшего Мангышлакского уезда, а затем Красноводского уезда.
Вышедшие в поход не имели практически никакой бытовой утвари, у них было крайне ограниченное количество вьючных и ездовых животных, отряд был стеснён в запасах продовольствия и денег.

## Завершение похода
20 мая (2 июня) 1920 года остатки отряда в составе 162 человека окончили поход, перейдя границу и войдя в персидский пограничный город Рамиан. Далее отряд прошёл до г. Тегерана. В Тегеране несколько бывших офицеров Уральской армии (войсковые старшины Климов И. И., Мизинов Н. В., есаул Фадеев П. А.) поступили на службу в Персидскую казачью дивизию, Климов И. И. даже стал начальником персидской кавалерии.
Через неделю после прибытия в г. Тегеран уральцам был дан транспорт, и все несемейные казаки были отправлены в английский военный лагерь в г. Хамадан, располагавшийся в крепости Александра Македонского, а семейные, раненые и больные были оставлены на какое-то время в Тегеране.
Спустя 3 месяца генерал Толстов В. С. и остававшаяся в Тегеране часть отряда прибыли в г. Хамадан, откуда все они двинулись дальше на предоставленном транспорте, пересекли Курдистан, прошли по знаменитой дороге народов, где когда-то двигались великие завоеватели, прошли г. Багдад, добрались до города Басра в Месопотамии в начале ноября 1920 года и были размещены английскими оккупационными войсками в военном лагере для интернированных лиц Танум. Лагерь располагался среди финиковых пальм, на левом берегу реки Шатт-эль-Араб. В своих мемуарах полковник Сладков Т. И. так описывает данный лагерь : «…Лагерь был расположен в открытом поле рядом с финиковой рощей. Во всех отдельных комнатах и общих бараках стояли хорошие кровати по числу людей с отличным постельным бельём и двумя полотенцами. В каждой комнате и бараке было электрическое освещение и много электрических вееров. Первое впечатление от лагеря было весьма хорошее. Порядок и чистота были доведены до совершенства…»
В этом лагере англичане собрали всех интернированных русских беженцев — офицеров, казаков, солдат, матросов, которые разными путями добрались до берегов Персии, уходя от красных.
Часть уральцев покинула лагерь 1 декабря 1920 года (в их числе полковник Сладков Т. И. и уволенные со службы инструкторы Персидской казачьей дивизии) и затем морским путём попали в Европу.
Остальные уральцы, во главе с генералом Толстовым В. С. в августе 1921 г. были отправлены на пароходе «Франц Фердинанд» в г. Владивосток, по договору генерала барона Врангеля с англичанами, согласно которому все русские беженцы должны быть доставлены к началу 1922 г. в ближайший не занятый красными морской порт России. Пароход прибыл во Владивосток 23 сентября 1921 года. Также на этом пароходе был отправлен и отряд моряков из числа личного состава Каспийской флотилии под командой капитана 1 ранга Б. М. Пышнова, числом около 80 офицеров и свыше 200 матросов всех специальностей.
С прибытием «месопотамцев» боеспособность Сибирской флотилии (командующий — адмирал Старк Г. К.) значительно повысилась, не только в смысле уровня технических знаний в среде личного состава, но и в политическом отношении. Люди этого отряда, из которых часть была участниками похода генерала Корнилова Л., часть из Морской роты капитана 1 ранга Потёмкина В.Н. и большинство — балтийцы.
Уральцы проживали в этот период на острове Русский. С падением осенью 1922 г. Владивостока, уральские казаки ушли в Китай. Часть казаков остались в Китае и совместно с оренбургскими казаками образовали так называемый «Восточный казачий союз» с центром правления в г. Харбине, а несколько уральцев даже смогли поступить на китайскую военную службу. Часть уральцев перебралась из Китая в Европу, а сам атаман Толстов В. С. и около 60 самых верных ему казаков в октябре 1923 года выехали из Шанхая в г. Брисбен (Австралия). С этой группой были вывезены и знамёна Уральского казачьего войска.